# Dansk Melodi Grand Prix 1961
Dansk Melodi Grand Prix 1961 var det femte Danske Melodi Grand Prix, og fandt sted 19. februar 1961 i Fredericia Teater i Fredericia. Værten var Sejr Volmer-Sørensen.
Vinderen blev "Angelique" sunget af Dario Campeotto, som blev nummer 5 i Eurovision Song Contest 1961.
| Nr. | Sang                          | Sanger                         | Sangskriver                  | Points | Placering |
| --- | ----------------------------- | ------------------------------ | ---------------------------- | ------ | --------- |
| 1   | "Min guitar og jeg"           | Pedro Biker                    | Vilfred Kjær, Sven Buemann   | 6      | 3         |
| 2   | "Hamlet"                      | Katy Bødtger                   | Harry Jensen, Thøger Olesen  | 0      | 5         |
| 3   | "Vi lever kun en enkelt gang" | Gustav Winckler                | Otto Lington, Alfred Holck   | 0      | 5         |
| 4   | "Jetpilot"                    | Birthe Wilke                   | Hans Schreiber, Arvid Müller | 7      | 2         |
| 5   | "Godnat lille du"             | Otto Brandenburg               | Bjarne Hoyer, Ida From       | 3      | 4         |
| 6   | "Hjemme hos os"               | Grethe Sønck & Raquel Rastenni | Kjeld Bonfils, Thøger Olesen | 0      | 5         |
| 7   | "Angelique"                   | Dario Campeotto                | Aksel V. Rasmussen           | 14     | 1         |

## Eksterne kilder og henvisninger
- Dansk Melodi Grand Prix 1961 (Webside ikke længere tilgængelig)

| Musik | Spire Denne musikartikel er en spire som bør udbygges. Du er velkommen til at hjælpe Wikipedia ved at udvide den. |